# Sacramentum (залог)
Sacramentum — в судопроизводстве Древнего Рима залог, теряемый при проигрыше процесса. Изначально отходил на религиозные цели, затем - в пользу государства.
Мог использоваться в древнейшей форме суда legis actio. Формально тяжба представляла собой пари и велась о залоге, но имплицитно в суде при этом решался и вопрос, кто из сторон прав.
В древнейшем варианте эта форма legis actio использовалась при споре о собственности (позже также при делах о сервитутах и обязательствах): истец накладывал на принесённую в место суда вещь или её часть палку (лат. vindicta, откуда виндикация) и заявлял своё право, то же проделывал ответчик, затем претор велел им оставить вещь, и они переходили к задаванию друг другу вопросов и вызову третьих лиц, которые могли бы обосновать претензии. Затем тороны прищывали друг друга к принесению священной клятвы (собственно sacramentum) и внесению залога.
Первоначально участники процесса после объявления суммы залога оплачивали его, но позже достаточно было только публично пообещать заплатить залог при поражении дела. Размер залога по законам двенадцати таблиц соотносился со стоимостью иска, и деньги поступали в кассу понтификов и становились собственностью государства. В глубокой древности вместо залога право подтверждалось принесением жертвы богам и произнесением сакральной клятвы.
Иск по существу рассматривал в дальнейшем частный судья, решению которого стороны через поручителей обязались подчиниться. Проигравшая сторона оказывалась поклявшейся ложно, и в выкуп за эту вину её залог забирался. Кроме того, право на владение признавалось за выигравшей стороной; если вещь находилась в этот момент во владении проигравшего и он не отдавал её добровольно, она отбиралась по исполнительному иску (manis injectio). По трактовке Л. Кофанова, исходно за manis injectio следовало принесение нарушителя в жертву богам (sacrato), в замене этого на искупительную жертву sacramentum проявилась общая тенденция к смягчению раннеримского права. 
Также этим словом называлась присяга солдат на верность сенату и народу Рима. 